# 斯普林代爾 (南卡羅萊納州)
斯普林代爾（英語：Springdale），是美国南卡罗来纳州下属的一座城市。城市类型是“Town”。其面积大约为3.58平方英里（9.26平方公里）。根据2010年美国人口普查，该市有人口2,636人，人口密度约为每平方 英里737.34人（约合每平方公里284.7人）。